# Лук'яненко Наталія Миколаївна
Наталія Миколаївна Лук'яненко (14 січня 1963) — українська гандболістка, олімпійська чемпіонка.
Наталія Лук'яненко виступала за київський «Спартак» і тричі ставала разом із ним чемпіонкою СРСР, двічі вигравала Кубок європейських чемпіонів. Золоту олімпійську медаль і звання олімпійського чемпіона вона здобула на московській Олімпіаді в складі збірної СРСР.